# Agnès Thill
Pour les articles homonymes, voir Thill.
Agnès Thill, née le 2 juin 1964 dans le 14e arrondissement de Paris, est une femme politique française.
Membre du Parti socialiste dans les années 1980 puis de La République en marche à partir de 2016, elle est élue députée dans la deuxième circonscription de l'Oise lors des élections législatives de 2017. Elle est exclue de son parti en 2019, après des propos polémiques sur la PMA et l'homosexualité. En 2020, elle rejoint le groupe UDI et indépendants.

## Biographie

### Situation personnelle
Fille d'ouvrier, elle grandit dans une famille socialiste en Seine-Saint-Denis.
Divorcée, elle élève seule sa fille.
Après avoir été longtemps institutrice dans l'Oise, elle est directrice d'école primaire à Paris. À la suite de son élection à l’Assemblée nationale, elle se place en disponibilité pour la durée de son mandat,.

### Parcours politique
Agnès Thill adhère au Parti socialiste en 1981 à 17 ans, et rend sa carte après le congrès de Rennes de 1990. Elle vote pour François Hollande aux deux tours de l'élection présidentielle de 2012.
Elle a été membre de la franc-maçonnerie.
Elle adhère à En marche (EM) six mois après sa création en 2016. Elle est candidate aux élections législatives de 2017 dans la deuxième circonscription de l'Oise, sans avoir jamais été élue auparavant. Elle bat au second tour Gaëtan Dussausaye, candidat du Front national, avec près de 55 % des suffrages exprimés,.
À l’Assemblée nationale, elle défend notamment la réforme du code du travail français en 2017.
En juin 2020, après avoir été exclue du groupe LREM pour ses propos sur la PMA et après avoir siégé un an comme non-inscrite, elle adhère au groupe UDI et indépendants. Candidate à sa réélection en 2022, elle est investie par l'UDI. Elle est battue dès le premier tour avec 8,57% des suffrages.

## Prises de position
Elle s’oppose à l’usage du terme « mariage » pour désigner le « mariage pour tous », celui-ci étant selon elle associé à la religion chrétienne, tout en se déclarant favorable au mariage homosexuel, déclaration qu’il faut relativiser par les nombreux propos qu’elle a pu tenir et qui ont été considérés comme homophobes jusque dans son propre camp.
En vue du débat de 2019 sur la bioéthique, elle se prononce contre l'extension de la procréation médicalement assistée à toutes les femmes (« PMA pour toutes »). Cette position lui attire l'hostilité de certains députés LREM, cette proposition figurant dans le programme d'Emmanuel Macron. En novembre 2018, elle dénonce sur Twitter « un puissant lobby LGBT à l’Assemblée nationale ». Par la suite, elle dit « regrette[r] [ses] propos qui ont pu heurter certains de [ses] collègues et d’autres ».
Début 2019, elle déclare que la perte du sens du mot « parent », qui résulterait de l'acceptation des « parents d’intention », « favorise[rait] l’éclosion d’écoles coraniques et le départ de nos élèves vers celles-ci ». Elle soutient en effet que « nos amis musulmans, que nous savons opposés à cet éloignement progressif des concepts de père-mère, homme-femme […] ne vont point dans la rue, ni dans les urnes, pour exprimer leur conception, mais ils vivent en créant un monde parallèle dans la République, où les choses sont comme ils veulent […]. Il n’y a pas chez nos amis musulmans de parent 1 et de parent 2 ». Elle compare également « la souffrance des femmes seules » à celle des « drogués », une comparaison qu'elle qualifia par la suite de « métaphore malencontreuse » ; elle cherchait à expliquer qu'un enfant ne saurait être un « médicament », un enfant ne pouvant selon elle être là « pour porter le bonheur de ses parents ». En avril 2019, elle critique le secrétaire d'État Gabriel Attal, qui avait fait publiquement part de son homosexualité et confié son désir d'enfant via une gestation pour autrui (GPA).
Régulièrement menacée d’exclusion du groupe LREM à l’Assemblée, elle est convoquée en juin 2019 en vue d'une possible exclusion de LREM. Le délégué général du parti, Stanislas Guerini, assure toutefois qu’« il ne doit pas y avoir de police de la pensée ». En raison de ses propos, elle est finalement exclue de LREM le 26 juin 2019, puis de son groupe parlementaire le lendemain.
Elle co-signe en juillet 2020, avec les députés du Rassemblement national ainsi que Joachim Son-Forget, une proposition de loi visant à interdire l'écriture inclusive.
Elle est opposée au droit à l'euthanasie.

## Publications
- Agnès Thill, Mots de Dieu pour les maux de la vie, Vie Chrétienne, 2015, 571 p. (ISBN 978-2-9189-7544-1)
- Agnès Thill, Tu n’es pas des nôtres ! : Des quartiers populaires à l'exclusion de LREM, les vérités d'une citoyenne libre, éditions L'Artilleur, coll. « Documents », 2020, 224 p. (ISBN 978-2-8100-0979-4, présentation en ligne)